# Augochloropsis imperialis
Augochloropsis imperialis är en biart som först beskrevs av Joseph Vachal 1903.  Augochloropsis imperialis ingår i släktet Augochloropsis och familjen vägbin. Inga underarter finns listade.